# 蒙夏恩 (伊利諾伊州)
蒙夏斯（英語：Moonshine）是位於美國伊利諾伊州克拉克縣的一個非建制地區。

## 地理
蒙夏斯的座標為39°11′49″N 87°54′03″W / 39.19694°N 87.90083°W，而該地的平均海拔高度為172米（即564英尺）。